# Аркадија моје младости (филм)
Аркадија моје младости је jапански анимирани филм из 1982. године, снимљен у продукцији Toei Animation.

## Радња
Прича се одвија у три временска периода. Први део говори о пилоту истраживачу у доба Првог светског рата по имену Фантом Ф. Харлок. У доба када је било опасно прелетети ишта дуже од брежуљка, он се одважио да својим авионом по имену Аркадија освоји Планински масив Овен Стенли, познат и као Вештица Стенли. Кроз причу добијамо увид у ум човека који је одлучан да стави живот на коцку како би испунио задату реч. Стари Харлок је тај који оставља свој циљ у наслеђе будућим генерацијама. Његов син, Харлок II јунак је другог сегмента приче. И он је пилот, али у Другом светском рату, бори се на страни Немачке. Иако не жели да се бори, осећај дужности га тера да остане на линији ватре. По обарању Аркадије II Харлок се упознаје са Точиром, јапанским инжењером, такође војником Осовине. Иако је њихово познанство било кратко, они се заклињу да ће да пронађу један другог, макар и у другом веку. Тако долазимо до главних јунака филма, а то су Харлок III и Точиро, далеки потомци људи из претходне приче. Година је 2977. и људи су изгубили интергалактички рат против Илумида, армаде која за циљ има поробљавање васионе. Очајној ситуацији само доприноси људско нејединство и спремност људских вођа на сарадњу са окупатором. Харлок је млади заповедник бојног брода који са горчином прихвата пораз своје врсте. Ипак, Илумидски лидери су га запамтили из борби и гаје поштовање према њему. Он сам тражи тајанствену особу знану само као Глас слободне Аркадије мислећи да је она једина која може да му пружи циљ за који се вреди борити. У својој потрази Харлок среће скупину људи који ће у каснијем току радње имати велики значај, од Точироа до Емералдис. На крају, одбачен од своје родне планете, Харлок плови бескрајем небеског океана у потрази за местом на коме може живети по сопственим назорима.

## Улоге
| Глумац          | Улога          |
| --------------- | -------------- |
| Макио Инојуе    | Капетан Харлок |
| Кеj Томијама    | Тоширо Ојама   |
| Рејко Таџима    | Емералдис      |
| Рејко Муто      | Маја           |
| Такеши Аоно     | Муригусон      |
| Шуичи Икеда     | Зол            |
| Таро Ишида      | Зеда           |
| Хироми Цуру     | Мира           |
| Jурико Jамамото | Mиме           |